# Acmaturris pelicanus
Acmaturris pelicanus é uma espécie de gastrópode do gênero Acmaturris, pertencente a família Mangeliidae.